# Ricania flavifrontalis
Ricania flavifrontalis är en insektsart som beskrevs av Kirby 1900. Ricania flavifrontalis ingår i släktet Ricania och familjen Ricaniidae. Inga underarter finns listade i Catalogue of Life.